# Wereldkampioenschappen schermen 2023
De 69ste wereldkampioenschappen schermen werden gehouden in Milaan, Italië, van 22 tot en met 30 juli 2023. De organisatie was in handen van de FIE.

## Medailles

### Mannen
| Onderdeel          | Goud | Goud                                                                | Zilver | Zilver                                                       | Brons   | Brons                                                               |
| ------------------ | ---- | ------------------------------------------------------------------- | ------ | ------------------------------------------------------------ | ------- | ------------------------------------------------------------------- |
| Degen individueel  | HUN  | Máté Tamás Koch                                                     | ITA    | Davide Di Veroli                                             | FRA KAZ | Romain Cannone Roeslan Koerbanov                                    |
| Floret individueel | ITA  | Tommaso Marini                                                      | USA    | Nick Itkin                                                   | FRA JPN | Enzo Lefort Kyosuke Matsuyama                                       |
| Sabel individueel  | USA  | Eli Dershwitz                                                       | GEO    | Sandro Bazadze                                               | HUN EGY | Áron Szilágyi Ziad El-Sissy                                         |
| Degen ploegen      | ITA  | Gabriele Cimini Davide Di Veroli Andrea Santarelli Federico Vismara | FRA    | Alexandre Bardenet Gaétan Billa Yannick Borel Romain Cannone | VEN     | Francisco Limardo Jesús Limardo Rubén Limardo Gabriel Lugo          |
| Floret ploegen     | JPN  | Kazuki Iimura Kyosuke Matsuyama Takahiro Shikine Kenta Suzumura     | CHN    | Chen Haiwei Mo Ziwei Wu Bin Xu Jie                           | HKG     | Cheung Ka Long Ryan Choi Chun Yin Nicholas Edward Choi Yeung Chi Ka |
| Sabel ploegen      | HUN  | Tamás Decsi Csanád Gémesi András Szatmári Áron Szilágyi             | KOR    | Gu Bon-gil Ha Han-sol Kim Jun-ho Oh Sang-uk                  | USA     | Eli Dershwitz Andrew Doddo Colin Heathcock William Morrill          |

### Vrouwen
| Onderdeel          | Goud | Goud                                                                                  | Zilver | Zilver                                                           | Brons   | Brons                                              |
| ------------------ | ---- | ------------------------------------------------------------------------------------- | ------ | ---------------------------------------------------------------- | ------- | -------------------------------------------------- |
| Degen individueel  | FRA  | Marie-Florence Candassamy                                                             | ITA    | Alberta Santuccio                                                | ITA CHN | Mara Navarria Sun Yiwen                            |
| Floret individueel | ITA  | Alice Volpi                                                                           | ITA    | Arianna Errigo                                                   | USA ITA | Lee Kiefer Martina Favaretto                       |
| Sabel individueel  | JPN  | Misaki Emura                                                                          | GRE    | Despina Georgiadou                                               | GRE BUL | Theodora Gkountoura Yoana Ilieva                   |
| Degen ploegen      | POL  | Renata Knapik-Miazga Magdalena Pawlowska Martyna Swatowska-Wenglarczyk Ewa Trzebińska | ITA    | Rossella Fiamingo Federica Isola Mara Navarria Alberta Santuccio | KOR     | Choi In-jeong Kang Young-mi Lee Hye-in Song Se-ra  |
| Floret ploegen     | ITA  | Arianna Errigo Martina Favaretto Francesca Palumbo Alice Volpi                        | FRA    | Anita Blaze Morgane Patru Pauline Ranvier Ysaora Thibus          | JPN     | Sera Azuma Komaki Kikuchi Karin Miyawaki Yuka Ueno |
| Sabel ploegen      | HUN  | Battai Sugár Katinka Anna Márton Liza Pusztai Luca Szücs                              | FRA    | Manon Apithy-Brunet Sara Balzer Caroline Quéroli Margaux Rifkiss | KOR     | Choi Se-bin Jeon Eun-hye Jeon Ha-young Yoon Ji-su  |

### Medaillespiegel
| Plaats | Land             | Goud | Zilver | Brons | Totaal |
| 1      | Italië           | 4    | 4      | 2     | 10     |
| 2      | Hongarije        | 3    | 0      | 1     | 4      |
| 3      | Japan            | 2    | 0      | 2     | 4      |
| 4      | Frankrijk        | 1    | 3      | 2     | 6      |
| 5      | Verenigde Staten | 1    | 1      | 2     | 4      |
| 6      | Polen            | 1    | 0      | 0     | 1      |
| 7      | Zuid-Korea       | 0    | 1      | 2     | 3      |
| 8      | China            | 0    | 1      | 1     | 2      |
| 8      | Griekenland      | 0    | 1      | 1     | 2      |
| 10     | Georgië          | 0    | 1      | 0     | 1      |
| 11     | Bulgarije        | 0    | 0      | 1     | 1      |
| 11     | Egypte           | 0    | 0      | 1     | 1      |
| 11     | Hongkong         | 0    | 0      | 1     | 1      |
| 11     | Kazachstan       | 0    | 0      | 1     | 1      |
| 11     | Venezuela        | 0    | 0      | 1     | 1      |
| Totaal | Totaal           | 12   | 12     | 18    | 42     |